# Archidiocèse d'Urbino-Urbania-Sant'Angelo in Vado
L'archidiocèse d'Urbino-Urbania-Sant'Angelo in Vado (en latin : Archidioecesis Urbinatensis-Urbaniensis-Sancti Angeli in Vado ; en italien : Arcidiocesi di Urbino-Urbania-Sant'Angelo in Vado) est un archidiocèse de l'Église catholique en Italie, suffragant de l'archidiocèse de Pesaro et appartenant à la région ecclésiastique des Marches.

## Territoire
Le diocèse est situé dans la province de Pesaro et d'Urbino ; l'autre partie de la province étant gérée par l'archidiocèse de Pesaro et les diocèses de Fano-Fossombrone-Cagli-Pergola, Senigallia, Gubbio, Rimini et Saint-Marin-Montefeltro. Il possède un territoire d'une superficie de 781 km2 divisé en 54 paroisses regroupées en 7 archidiaconés. L'archevêché est à Urbino où se trouve la cathédrale de l'Assomption. Le diocèse possède deux cocathédrales : Saint Christophe à Urbania et Saint Michel archange à Sant'Angelo in Vado.

## Histoire

### Diocèse d'Urbino
Le diocèse d’Urbino est attesté à partir de la fin du VIe siècle, bien que la tradition donne comme premier évêque Evandre qui aurait vécu au IVe siècle. La première confirmation historique certaine de l'existence du diocèse remonte à 593 lorsque Grégoire Ier confie à l'évêque Léonce, l'administration de l'église de Rimini en l'absence de l'évêque Castor. Léonce est mentionné en d'autres occasions dans l'épistolaire grégorien (595, 596) et décède probablement avant le 59 mai 599, car à cette date l'évêque Sébastien, qui succède vraisemblablement à Léonce, est l'administrateur du diocèse de Rimini, bien que dans la lettre de Grégoire n'indique pas le siège auquel il appartient. La chronologie ultérieure des évêques d'Urbino est très incomplète jusqu'au XIIe siècle et l'attribution des évêques documentés par la tradition est incertaine.
La cathédrale primitive du diocèse est l'église de Saint Serge, située à l'extérieur des murs de la ville. En 1021, l'évêque Théodoric transfère la cathédrale dans une église de la ville qu'il dédie à l'assomption. En 1068, le bienheureux Mainard, évêque d'Urbino, procède à la translation des reliques de saint Crescentien de Città di Castello à la cathédrale d'Urbino, le saint devenant le saint patron de la ville et du diocèse d’Urbino. En 1380, le bienheureux Pierre Gambacorta fonde sur le mont Cesana, près d'Urbino, la congrégation des pauvres ermites de Saint Jérôme qui se répand dans toute l'Italie et à l'étranger. À la demande de Frédéric III de Montefeltro, la cathédrale est reconstruite dans la seconde moitié du XVe siècle. Elle est consacrée en 1534 et complétée par l'ajout de la coupole au début du XVIIe siècle. En 1401, l'abbaye bénédictine de San Cristoforo del Ponte (VIIIe siècle) à Casteldurante (maintenant Urbania), qui était sous le régime de la commende depuis 1393, obtient le statut de nullius dioecesis du pape Boniface IX. Outre Casteldurante, les communes de Sant'Angelo in Vado et Sassocorvaro dépendent de l'abbaye. 
Le 4 juin 1563, à la demande de l'ancien évêque, le cardinal Giulio della Rovere, Urbino est élevé au rang d'archidiocèse métropolitain par la bulle Super universas du pape Pie IV avec pour suffragants les diocèses de Cagli, Senigallia, Pesaro, Fossombrone, Montefeltro et Gubbio. En 1636, le diocèse d'Urbania et de Sant'Angelo in Vado intègre la province ecclésiastique d'Urbino.
Le séminaire est créé le 21 novembre 1592 près de l'ancienne cathédrale de San Sergio. Il y reste jusqu'en 1874, date à laquelle l'archevêque Alessandro Angeloni fait construire un nouveau grand bâtiment sur le site de l'ancien monastère de San Domenico. À l'époque post-tridentine, les archevêques s'engage à mettre en œuvre les réformes introduites par le concile de Trente et l'archidiocèse voit l'essor d'œuvres de charité, d'institutions et d'assistance laïques ainsi que la fondation de nombreuses maisons religieuses. Plusieurs synodes sont organisés au cours des années par les évêques : par Paolo Emilio Santorioen 1627, par Antonio Santacroce en 1639, par Francesco Vitelli en 1645 et par Ascanio Maffei en 1648 ; cette même année, est fondée la congrégation pour l'assistance des pauvres malades.
Au début du XVIIIe siècle, Gianfrancesco Albani, originaire d'Urbino, devient pape sous le nom de Clément XI ; il se montre généreux   envers sa ville natale, tout comme son neveu, le cardinal Annibale Albani (1682-1751), envers les églises, les monastères, les œuvres de bienfaisance et la cathédrale. Le patrimoine architectural est frappé par le tremblement de terre du 3 juin 1781 , qui cause des destructions, en particulier dans la partie montagneuse de l'archidiocèse et dans les églises de campagne. Le dôme de la cathédrale d'Urbino cède en janvier 1789, endommageant les œuvres d'art conservées dans l'église.
Lors de la période napoléonienne, l'archidiocèse d'Urbino est dirigé par Mgr Spiridione Berioli (1787-1819) bonapartiste contrairement au clergé diocésain et au chapitre de la cathédrale. Cependant, après la chute de Napoléon Ier, Berioli abandonne ses sympathies libérales. Au cours de son épiscopat, en 1801, la cathédrale est restaurée dans le style néoclassique par l'architecte romain Giuseppe Valadier.
Après l'annexion des Marches au royaume d'Italie, l'archidiocèse d'Urbino subit la politique anticléricale du gouvernement unitaire. L'archevêque Angeloni (1846-1881), considéré comme conservateur et réactionnaire, est arrêté à trois reprises. Pendant ce temps, des institutions caritatives sont créées tout au long de la seconde moitié du XIXe siècle : orphelinat , maison de repenties, conférence de saint Vincent de Paul, institut sainte Félicité pour l'éducation des filles pauvres, coopératives catholiques et banques rurales. La célébration d'un synode provincial en 1859 et deux synodes diocésains en 1867 et 1880 est due à Angeloni. En 1900 naît le journal diocésain L'Ancora, suivi de Il Dovere pour la propagation de l'action catholique et de Il lavoro, qui s'oppose à la presse socialiste.

### Diocèse d'Urbania et Sant'Angelo in Vado
Tiphernum Metaurense, l'actuel Sant'Angelo in Vado, est déjà un évêché dans l'Antiquité, qui disparaît à cause des destructions causées par les Goths au VIe siècle. L'évêque Lucifer, episcopus Tifernis Metauris appartenait à ce siège ; il participe au concile de Rome (it) organisé en 465 par le pape Hilaire au cours duquel il est interdit aux évêques mourants de nommer leur successeur. Un autre évêque, Marius, prend part au concile de Rome de 499 organisé par le pape Symmaque pour éliminer certains abus introduits lors de l'élection pontifical. Cependant, cet évêque signe les actes en tant qu'episcopus ecclesiae Tifernatium, sans autre précision ; il pourrait donc également appartenir au diocèse de Città di Castello, dont le nom latin est Tifernatensis.
Le territoire des deux futurs diocèses a longtemps appartenu à l'archidiocèse d'Urbino. À partir du XIIe siècle, des districts ecclésiastiques sont établis indépendamment des évêques d'Urbino :
- La prélature nullius dioecesis des saints Pierre et Paul de Mercatello qui obtient l'exemption épiscopale du pape Alexandre III en 1180.
- L'abbaye nullius dioecesis de saint Michel archange de Lamoli (frazione de la commune de Borgo Pace), datant du VIIe siècle et documentée dès le XIIIe siècle comme exempte de juridiction épiscopale, sous régime de la commende à partir de 1422.
- L'abbaye bénédictine de San Cristoforo del Ponte (VIIIe siècle) à Casteldurante ,  sous régime de la commende en 1393, qui obtient le statut de nullius dioecesis du pape Boniface IX en 1401 ; au-delà de Casteldurante, les châteaux de Sant'Angelo in Vado et Sassocorvaro dépendaient de l'abbaye. Bessarion et Alessandro Farnese, futur pape Paul III, figurent parmi les cardinaux commendataires.

Le 18 février 1636, à la demande du cardinal commendataire Francesco Barberini, avec deux bulles du même incipit Pro excellenti praeminentia, le pape Urbain VIII érige les villes de Casteldurante et de Sant'Angelo in Vado en diocèse en les unissant aeque principaliter et les déclare suffragant d'Urbino. Dans le même temps, la ville de Casteldurante change son nom pour devenir Urbania en hommage au pontife qui en a fait un évêché. Le palais épiscopal, selon les bulles d'érection, appartenait alternativement à Saint-Ange de Vado et à Urbania, alternant d'un évêque à un autre. L'église de l'ancienne abbaye de San Cristoforo in Urbania et l'église de San Michele Arcangelo à Sant'Angelo in Vado sont érigés comme cathédrales.
Les deux diocèses sont très petits : le diocèse d'Urbania comprend Urbania et Sassocorvaro, tandis que le diocèse de Sant'Angelo in Vado n'a que la ville du même nom. C'est pour cette raison que le 20 octobre 1636, par le bref Cum nuper nos, Urbain VIII unit le diocèse d'Urbania avec la prélature de Mercatello et le diocèse de Sant'Angelo in Vado avec l'abbaye de Lamoli, avec leurs dépendances respectives. Le premier évêque des diocèses unis est Onorato Onorati (1636-1683). Il organise un premier synode diocésain en 1637. Le dernier synode des diocèses unis sera célébré par l'évêque Giovanni Capobianco en 1959.
Les monastères étaient nombreux dans le diocèse d'Urbania, y compris celui des capucines de Mercatello, érigé en 1772 dans la maison natale de sainte Véronique Giuliani selon le désir de la bienheureuse Florida Cevoli ; ce couvent est toujours en activité. Mercatello possédait également deux anciens couvents franciscains, celui de sainte Claire fondé vers 1224 et celui de saint François, tous deux supprimés, le premier à l'époque napoléonienne, le second en 1887. À Sant'Angelo in Vado, il y avait les couvents des servites de Marie, des conventuels, des frères mineurs, des capucins, quatre couvents de religieuses, de nombreuses confréries, trois hôpitaux et un  Mont-de-Piété. À Urbania, il y avait des couvents de conventuels, de frères mineurs, de capucins, de clercs réguliers mineurs, un monastère bénédictin et un de clarisses. 
La cathédrale est reconstruite au cours de l'épiscopat de Giovanni Vincenzo Castelli (1714-1736) et consacrée en octobre 1726, comme le rappelle la plaque placée dans l'église. Mgr Paolantonio Agostini Zamperoli (1779-1813) meurt en exil à Côme pour n'avoir pas prêté le serment réclamé par Napoléon Ier.
Le 11 mai 1951, par la lettre apostolique Tot in periculis, le pape Pie XII proclame sainte Véronique Giuliani patronne des deux diocèses, conjointement avec saint Christophe, patron du diocèse d'Urbania et saint Michel Archange, saint patron de Saint-Ange de Vado.

### Archidiocèse d'Urbino-Urbania-Sant'Angelo in Vado
À la mort de Mgr Giovanni Capobianco en avril 1965, le diocèse d'Urbania et de Sant'Angelo in Vado est confié en administration à l'archevêque d'Urbino Anacleto Cazzaniga jusqu'au 23 mai 1977. Son successeur, Ugo Donato Bianchi, est nommé archevêque d'Urbino et évêque d'Urbania et de Sant'Angelo in Vado, unissant ainsi les trois sièges in persona episcopi.
L'union complète des trois diocèses est réalisée le 30 septembre 1986, par le décret Instantibus votis de la congrégation pour les évêques, le nouveau district ecclésiastique prenant son nom actuel. Ugo Donato Bianchi devient le premier archevêque d'Urbino-Urbania-Sant'Angelo in Vado.
En 1990, deux paroisses de la municipalité de Piobbico (San Donato et Santa Maria), appartenant au diocèse de Fano-Fossombrone-Cagli-Pergola, sont annexées à l'archidiocèse. Le 11 mars 2000, dans le cadre de la réorganisation de la région ecclésiastique des Marches, l'archidiocèse d'Urbino perd sa dignité métropolitaine tout en conservant son titre archiépiscopal, et intègre la nouvelle province ecclésiastique de l'archidiocèse de Pesaro.
En 2010, le musée diocésain Albani est rouvert au public, après des travaux de rénovation et d’agrandissement minutieux. Il a été créé en 1964 dans certaines pièces du rez-de-chaussée du palais épiscopal et dédié à la famille Albani qui, au XVIIIe siècle, a fait preuve de munificence envers la cathédrale, contribuant de manière décisive à l’accroissement de sa collection artistique.

## Sources
- (en) Catholic-Hierarchy

- (it) Cet article est partiellement ou en totalité issu de l’article de Wikipédia en italien intitulé « Arcidiocesi di Urbino-Urbania-Sant'Angelo in Vado » (voir la liste des auteurs).

- (it) Cet article est partiellement ou en totalité issu de l’article de Wikipédia en italien intitulé « Diocesi di Urbania e Sant'Angelo in Vado » (voir la liste des auteurs).

### Articles liés
- Liste des diocèses et archidiocèses d'Italie
- Église catholique en Italie